# The Next Episode
The Next Episode (englisch für „das nächste Kapitel“) ist ein Lied des US-amerikanischen Rappers und Musikproduzenten Dr. Dre, das er zusammen mit den Rappern Snoop Dogg, Kurupt und Nate Dogg aufnahm. Der Song ist die dritte Singleauskopplung seines zweiten Studioalbums 2001 und wurde am 3. Juli 2000 veröffentlicht.

## Hintergrund
The Next Episode bezieht sich zum Teil auf den Klassiker Nuthin’ but a ‘G’ Thang, der die erste Single aus Dr. Dres Debütalbum The Chronic von 1992 war und den er ebenfalls mit Snoop Dogg aufnahm. In diesem Track rappt Snoop Dogg am Ende „just chill, ’till the next episode“. Eine andere Version des Liedes sollte ursprünglich unter dem Titel Tha Next Episode auf Snoop Doggs Debütalbum Doggystyle erscheinen, wurde jedoch verworfen.
Der Song wurde von Snoop Dogg und Dr. Dre während der Abschlussfeier der Olympischen Spiele 2024 in Paris aufgeführt.

## Inhalt
| Liedteil   | Künstler               |
| Intro      | Snoop Dogg und Kurupt  |
| 1. Strophe | Snoop Dogg             |
| Interlude  | Snoop Dogg und Dr. Dre |
| 2. Strophe | Dr. Dre                |
| Outro      | Nate Dogg              |

Thematisch ist der Titel ein Partysong, bei dem Snoop Dogg und Dr. Dre sich selbst, ihre Musik und ihr Leben glorifizieren sowie Cannabiskonsum verherrlichen. Im Intro kündigen Snoop Dogg und Kurupt an, dass Dr. Dre zurück sei und der Hörer sich einen Joint anzünden solle, während er das Lied höre. In der ersten Strophe fordert Snoop Dogg den Hörer zum Tanzen auf und rappt, dass er sein Leben in vollen Zügen genieße, wobei er sexistische Anspielungen gegenüber Frauen macht. Er bezeichnet sich selbst als „Father of Rap“ und nehme keine Rücksicht auf die Meinung anderer. Dr. Dre bezeichnet sich in der zweiten Strophe als „King of the Beats“ und rappt über Sex, Drogen- sowie Alkoholkonsum. Er sei die Nummer eins und zählt sich zu den besten Künstlern des Jahrhunderts. Das Outro wird von Nate Dogg gesungen, der das nächste Kapitel ankündigt und den Hörer dazu aufruft, jeden Tag Gras zu rauchen.

## Produktion und Sample
Die Musik wurde von Dr. Dre in Zusammenarbeit mit Mel-Man produziert. Dabei verwendeten sie ein Sample des Stücks The Edge von David McCallum.
Dr. Dres Text wurde überwiegend von dem Rapper Hittman geschrieben.

## Musikvideo
Beim zu The Next Episode gedrehten Video führte Paul Hunter Regie.
Es spielt in einem Nachtclub, in dem eine Party stattfindet, auf der leicht bekleidete Frauen an Stangen tanzen. Dr. Dre, Snoop Dogg, Kurupt und Nate Dogg rappen in der zweiten Etage des Clubs und treten in einigen Szenen neben den Frauen auf, während sie ihnen Geld zustecken. Der Rapper Xzibit ist ebenfalls im Video zu sehen.

## Single

### Covergestaltung
Das Singlecover ist in dunkelgrünen Farbtönen gehalten und zeigt eine Großaufnahme von Dr. Dres Gesicht, auf dem sich verschiedene geometrische Zeichen, wie Dreiecke und Vierecke befinden. Im Vordergrund stehen die Schriftzüge The Next Episode Featuring Snoop Dogg und Dr. Dre in Grün bzw. Weiß.

### Chartplatzierungen und Auszeichnungen
The Next Episode erreichte in Deutschland Platz 34 der Charts und konnte sich 17 Wochen in den Top 100 halten. Besonders erfolgreich war der Song im Vereinigten Königreich, wo er sich auf Rang 3 platzierte.
| ChartsChartplatzierungen       | Höchstplatzierung | Wochen |
| ------------------------------ | ----------------- | ------ |
| Deutschland (GfK)              | 34 (17 Wo.)       | 17     |
| Österreich (Ö3)                | 56 (1 Wo.)        | 1      |
| Schweiz (IFPI)                 | 34 (21 Wo.)       | 21     |
| Vereinigte Staaten (Billboard) | 23 (21 Wo.)       | 21     |
| Vereinigtes Königreich (OCC)   | 3 (27 Wo.)        | 27     |

Für mehr als 250.000 Verkäufe erhielt The Next Episode 2018 in Deutschland eine Goldene Schallplatte. Im Jahr 2023 wurde die Single für über 1,2 Millionen verkaufte Einheiten im Vereinigten Königreich mit einer doppelten Platin-Schallplatte ausgezeichnet.
| Land/Region                  | Auszeichnungen für Musikverkäufe (Land/Region, Auszeichnung, Verkäufe) | Verkäufe  |
| ---------------------------- | ---------------------------------------------------------------------- | --------- |
| Dänemark (IFPI)              | Platin                                                                 | 90.000    |
| Deutschland (BVMI)           | Gold                                                                   | 250.000   |
| Italien (FIMI)               | Platin                                                                 | 100.000   |
| Neuseeland (RMNZ)            | 4× Platin                                                              | 120.000   |
| Österreich (IFPI)            | Platin                                                                 | 50.000    |
| Spanien (Promusicae)         | Gold                                                                   | 30.000    |
| Vereinigtes Königreich (BPI) | 2× Platin                                                              | 1.200.000 |
| Insgesamt                    | 2× Gold · 9× Platin ·                                                  | 1.840.000 |

Hauptartikel: Dr. Dre/Auszeichnungen für Musikverkäufe
Bei den Grammy Awards 2001 wurde The Next Episode in der Kategorie Best Rap Performance by a Duo or Group nominiert, unterlag jedoch dem auf demselben Album enthaltenen Lied Forgot About Dre von Dr. Dre und Eminem.